# Ђеновљански самострелци
Ђеновљански самострелци (итал. Balestrieri genovesi) били су елитне пешадијске најамничке трупе које су се истицале у служби италијанских држава и Француске током средњег века.

## Историја
Ђеновљански најамници су током 14. века били једине организоване јединице у француској војсци наоружане пројектилним оружјем. Међутим, њихова служба у Француској обележена је низом пораза, углавном због непоштовања и невештог коришћења од стране француских заповедника, који су, као аристократи, непоколебљиво веровали у надмоћ витешке коњице над пешадијом.
Код Куртреа (1302), око 3.000 Ђеновљана је паљбом из самострела успело да потисне фламанску пешадију (око 13.000) са положаја, али је њихов напад прекинут због нестрпљења француских витезова (око 5.000), који су кренули у јуриш који се разбио о зид збијених фламанских копљаника, што је довело до катастрофалног пораза у бици.
Код Кресија (1346), снажан одред ђеновских самострелаца, који се налазио у претходници француске војске, био је потпуно уништен паљбом енглеских стрелаца (чији су дуги лукови имали далеко већу брзину паљбе од самострела, 10-12 пројектила у минуту према 1-2 код самострела), а затим прегажен од стране француских витезова, који су њихово повлачење протумачили као кукавичлук и издају на бојном пољу.